# Universidad Adventista del Plata
La Universidad Adventista del Plata es una institución educativa privada ubicada en la localidad de Libertador San Martín, Provincia de Entre Ríos, Argentina, a 55 km de la ciudad de Paraná y a 450 km de la ciudad de Buenos Aires. Sus orígenes se remontan a 1898. En sus comienzos, se trataba de una pequeña escuela rural, que luego llegó a transformarse en el Colegio Adventista del Plata. Fue autorizada provisoriamente, por parte del Ministerio de Cultura y Educación de la Nación, en 1990, con el nombre de Universidad Adventista del Plata. Posteriormente, luego de superar la evaluación de acreditación de la CONEAU y de la firma del decreto de acreditación del presidente interino Eduardo Duhalde en el 2002, recibió la autorización definitiva.
La UAP trabaja respaldada por el sistema educativo de la Iglesia Adventista del Séptimo Día, la cual nuclea a unos 7200 establecimientos académicos y unos 69.000 docentes alrededor del mundo. Las actividades académicas se desarrollan en un campus que abarca 18 hectáreas. En él funcionan, cuatrimestralmente de marzo a diciembre, cuatro unidades académicas, además del Instituto Superior Adventista del Plata, que ofrece los profesorados en Educación Inicial, Educación Primaria, Artes en Música y Biología.
El complejo deportivo incluye canchas, piscina y un gimnasio cubierto en el cual se realizan actividades recreativas organizadas. Cabe destacar el importante aporte de las ciencias de la comunicación, ya que la Institución cuenta con una transmisora de FM, un centro televisivo y estudios de grabación, los cuales permiten enriquecer las actividades de la misma. Estas aportan una nueva mirada al desarrollo académico y social de la UAP.
Una de las características especiales de la UAP es el porcentaje de alumnos extranjeros, siendo superior a las 800 personas de un total de aproximadamente 3000 estudiantes, representando a 52 nacionalidades diferentes en el año 2011. Es la universidad con mayor porcentaje de extranjeros en la Argentina. Esto se debe a la integración de la universidad al Sistema Educativo Adventista (uno de los mayores sistemas educativos privados del mundo), al Adventist College Abroad y a que se ofrece la enseñanza de la lengua española para extranjeros (CLE). También destacan a la universidad el enfoque médico preventivo de sus estudiantes de Ciencias de la Salud, y el enfoque cristiano y misionero que se imparte en todas las carreras.

## Historia
En 1898, los adventistas se reunían en la zona de Crespo Campo para analizar el panorama de la obra adventista en Argentina. Estaba presente el Pastor Francisco Westphal, misionero llegado a estas tierras del Plata.

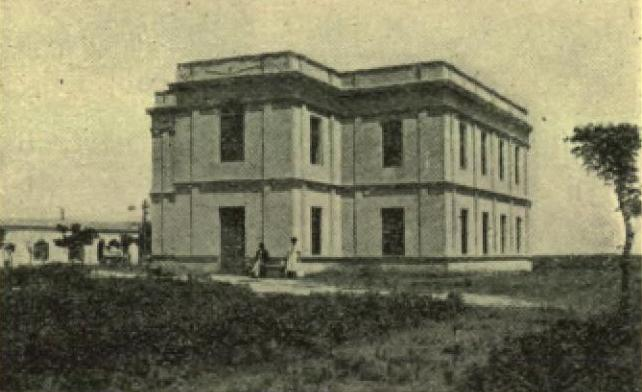
Edificio de 1909

El año 1898, pintaba un panorama sombrío. Las cosechas se habían visto reducidas los últimos años significativamente por la acción de la langosta y los campesinos estaban con dificultades. Y si bien existía el deseo de tener un colegio parecía difícil y no se había tratado aún.
Sin embargo, el 26 de septiembre, cuando estaba a punto de finalizar este encuentro aconteció un hecho significativo: Llegó a Crespo Campo Luis Ernst, un joven uruguayo que llegaba a estudiar al "Colegio Adventista". Una institución aún inexistente. Ese día los pioneros decidieron que había llegado el momento de mirar el futuro más allás de las peripecias de ese fin de siglo para con fe ver una institución donde no había nada.
La reunión de los adventistas de Crespo terminó con marcado gozo: Se había decidido fundar un colegio. El joven Ernst acompañó un tiempo al Pr. Westphal en su tarea pastoral durante algún tiempo hasta que se terminó de instalar el primer edificio educativo. A cambio recibía clases de gramática y teología y supo ser un buen alumno.
La escuela inició sus actividades en Las Tunas (SantaFe) donde se había establecido una comunidad adventista, hasta tanto se construyeran los edificios en Entre Ríos. Allí el primer maestro fue Nelson Town y con el tiempo el colegio se trasladó finalmente a la zona de Camarero en terrenos cedidos por la familia Lust.

## De Colegio a Universidad
El 7 de diciembre de 1990, el Colegio Adventista del Plata se transforma en Universidad Adventista del Plata (UAP), siendo reconocida oficialmente por el Ministerio de Cultura y Educación de la Nación por Resolución Ministerial N.º 2241/90.
Actualmente la UAP es la institución educativa adventista más antigua de Sudamérica. Tiene más de 2500 alumnos en los tres niveles de enseñanza: primaria, secundaria y superior. Su oferta académica universitaria tiene más de 30 títulos, incluyendo carreras como Teología, Comunicación Social, Nutrición, Profesorado en Educación Física, Traductorado Público de Inglés, Profesorado de Inglés, Psicología, Medicina, Contador Público, Licenciatura en Sistemas, etc.

## Facultades
- Facultad de Teología (FT):[3] La Facultad de Teología, como escuela, centro de investigación y comunidad espiritual, ofrece carreras de grado y posgrado de teología, capacitando a sus egresados para establecer relaciones redentoras con cada ser humano, sin importar razas, credos o ideologías. Busca proveer substancial instrucción para el desarrollo de habilidades y destrezas en materia de conocimiento bíblico, lingüístico, teológico, histórico, misiológico y pastoral.

- Facultad de Ciencias de la Salud (FCS)[4]

- Facultad de Ciencias Económicas y de la Administración (FACEA):[5] La Facultad de Ciencias Económicas y de la Administración ha implementado una muy importante serie de carreras para preparar excelentes profesionales en el área. Cuenta con un plantel docente de profesionales de larga trayectoria académica y también jóvenes que ejercitan su profesión trayendo a las aulas su experiencia laboral y los requerimientos actuales de la economía y la administración, disciplinas de rápida y constante evolución en un mundo cambiante y de rápida globalización.

- Facultad de Humanidades, Educación y Ciencias Sociales(FHEyCS).[6] La Licenciatura en Psicología es la principal carrera, segunda en cantidad de alumnos en la UAP, detrás de Medicina. Se destaca en investigación y publicaciones científicas.

## Oferta académica
- Títulos Universitarios
  - Licenciatura en Psicología
  - Profesorado en Ciencias de la Educación
  - Profesorado en Educación Física
  - Profesorado Universitario
  - Profesorado en Inglés
  - Traductorado Público en Inglés
  - Comunicación Social
  - Licenciatura en Comunicación Social
  - Analista Administrativo
  - Licenciatura en Administración
  - Analista Contable
  - Contador Público
  - Asistente Ejecutivo
  - Analista Programador
  - Analista en Sistemas
  - Ingeniería en Sistemas de la Información
  - Medicina
  - Odontología
  - Enfermería
  - Licenciatura en Enfermería
  - Técnico en Nutrición
  - Licenciatura en Nutrición
  - Licenciatura en Kinesiología y Fisiatría
  - Instructorado Bíblico Universitario
  - Licenciatura en Teología
  - Doctorado en Teología
  - Maestría en Teología

- Instituto Superior Adventista del Plata (ISAP)[7]
  - Profesorado de Artes en Música
  - Profesorado de Educación Primaria
  - Profesorado de Educación Inicial

- Nivel Medio
  - Ciclo Básico Común
  - Polimodal en Ciencias Naturales con Orientación en Salud
  - Polimodal en Economía y Gestión de Organizaciones con Orientación en Contexto Socioeconómico

## Centros de Investigaciones
- Instituto de Investigaciones Teológicas
- Centro de Investigación en Psicología y Ciencias Afines
- Centro de Investigación White - Sede Argentina[8]
- Instituto de Investigaciones de Geociencia - Sede Sudamericana[9]
- Instituto de Investigación de Ciencias de la Salud
- Instituto de Ingeniería del Software (INIS)

## Biblioteca
Cuenta con la biblioteca más grande y moderna de la provincia de Entre Ríos.
La Biblioteca E. I. Mohr cuenta con instalaciones modernas que ocupan alrededor de 2200 metros cuadrados en el edificio Fernando Chaij. Este edificio fue expresamente construido teniendo en cuenta las necesidades de la biblioteca y es además compartido con el Centro de Investigaciones White, el Centro de Tecnología Educativa para el Autoaprendizaje, el Auditorio Raúl Cesán y el Museo David Rhys.
Además de los accesos peatonales, el edificio cuenta con un acceso vehicular por la calle Marshall con una amplia playa de estacionamiento.

## Publicaciones
- La Agenda[11]
- Davar Logos[12]
- Signos[13]
- La Voz[14]
- Enfoques[15]